# (198) Ampella
(198) Ampella est un astéroïde de la ceinture principale découvert par Alphonse Borrelly, le 13 juin 1879.
Le 5 février 2016, alors de magnitude visuelle apparente 12,4, il a occulté HIP 29545, une étoile de magnitude 6,6

## Compléments